# Макгичин, Дженис
Дже́нис Мак-Ги́чин (англ. Janice McGeachin; род. 18 января 1963, Лас-Крусес, Нью-Мексико) — американский государственный деятель. С января 2019 года является вице-губернатором штата Айдахо. Член Республиканской партии, ранее была членом Палаты представителей Айдахо с 2002 по 2012 год. Принадлежит к крайне правому крылу Республиканской партии.
Получила образование в Аризонском университете, владела несколькими предприятиями в Айдахо-Фолс. Пришла в политику в 2002 году, когда её избрали в парламент Айдахо. Была избрана вице-губернатором на выборах 2018 года вместе с губернатором Брэдом Литтлом. Первая женщина вице-губернатор Айдахо. Является кандидатом от республиканцев на должность губернатора штата Айдахо на выборах 2022 года.

## Биография
Родилась 18 января 1963 года в Лас-Крусесе, штат Нью-Мексико. Окончила среднюю школу Skyline в Айдахо-Фолс и получила степень бакалавра наук по финансам и бухгалтерскому учету в Аризонском университете.
Имела несколько коммерческих предприятий. Владеет ирландским пабом в Айдахо-Фолс, а также совладельцем оптового магазина автомобильных запчастей и предприятия по восстановлению гидротрансформатором вместе со своим мужем.
В 1998 году безуспешно баллотировалась на пост комиссара округа Бонневилл, что стало первой попыткой избраться на выборную должность. Как член Республиканской партии была членом Палаты представителей Айдахо с 2002 по 2012 год. В качестве председателя комитета по здравоохранению и социальному обеспечению Палаты представителей Айдахо сократила финансирование Медикейд и проголосовала против принятия Закона о создании государственной биржи медицинского страхования. Сторонник «Движения чаепития», считалась возможным главным соперником Майку Симпсону в 2010 году, но решила не баллотироваться в Палату представителей США.
Дженис Макгичин поддержала Митта Ромни на праймериз Республиканской партии в 2008 году и на праймериз Республиканской партии в 2012 году. Была делегатом Дональда Трампа на Республиканском национальном съезде 2016 года и заместителем председателя предвыборного комитета Дональда Трампа в Айдахо.
В мае 2021 года Мак-Гичин подала заявку в качестве кандидата на пост губернатора штата Айдахо в 2022 году, бросив вызов действующему губернатору Брэду Литтлу на республиканских праймериз. Объявляя о своей кандидатуре, Мак-Гичин раскритиковала меры здравоохранения по борьбе с распространением COVID-19 и заявила, что Айдахо должен отказаться от федерального финансирования для сохранения «суверенитета штата», хотя и не сообщила подробностей. Трамп поддержал её кандидатуру.
На республиканских первичных выборах Мак-Гичин проиграла Литтлу. Литтл выиграл, набрав 52,81 %, Мак-Гичин получила 32,24 %, Эдвард Хамфриз получил 10,96 % голосов соответственно, а остальные голоса распределились по второстепенным кандидатам. Из 44 округов штата Айдахо Мак-Гичин выиграла только в четырёх в зоне Айдахского выступа.